# Acosmeryx naga
Espèce
Acosmeryx naga est une espèce de papillons de la famille des Sphingidae, sous-famille des Macroglossinae, de la tribu des Macroglossini et du genre Acosmeryx. 

## Description
L'envergure varie de 86 à 112 mm.

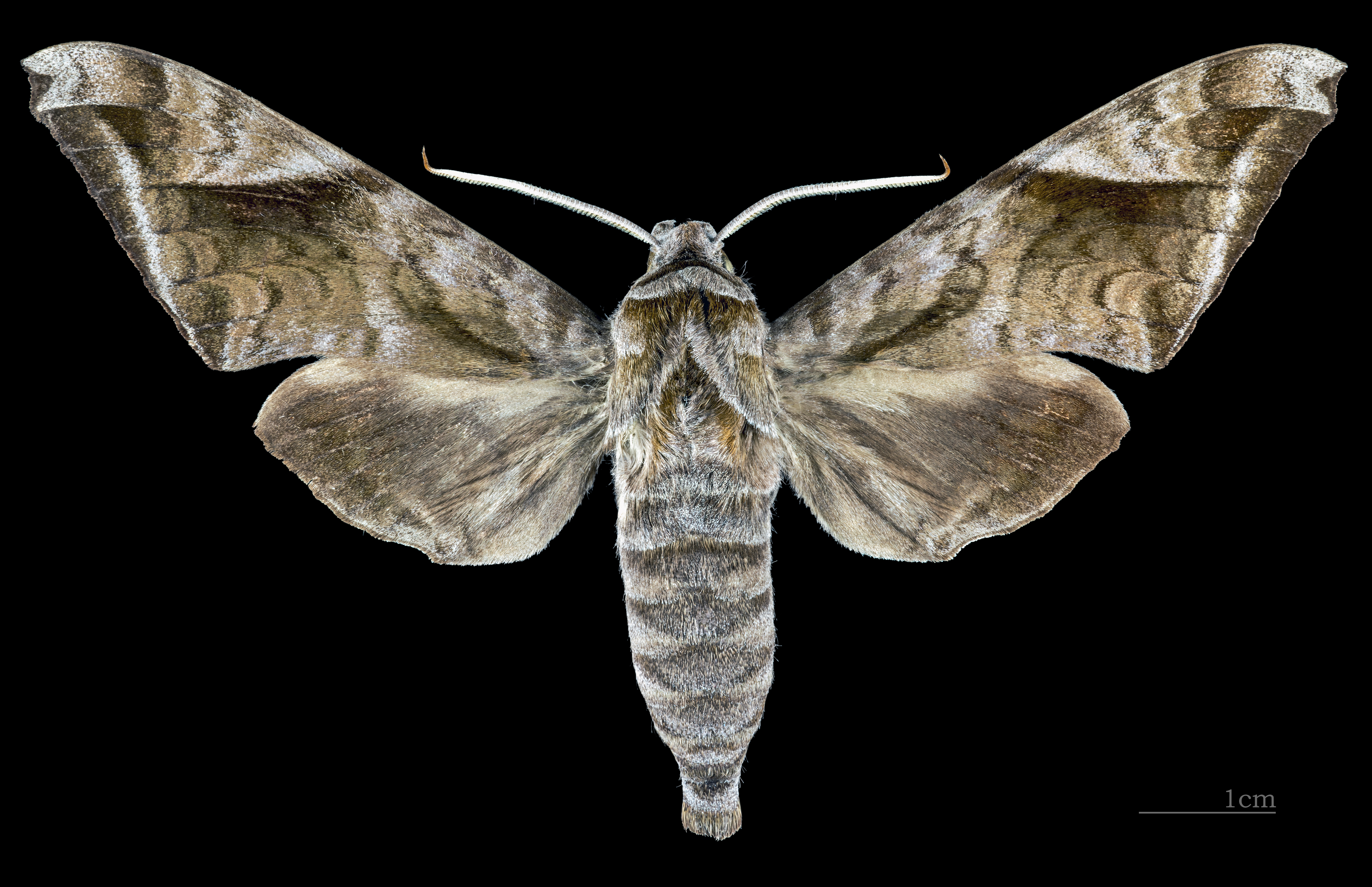
Face dorsale du mâle MHNT
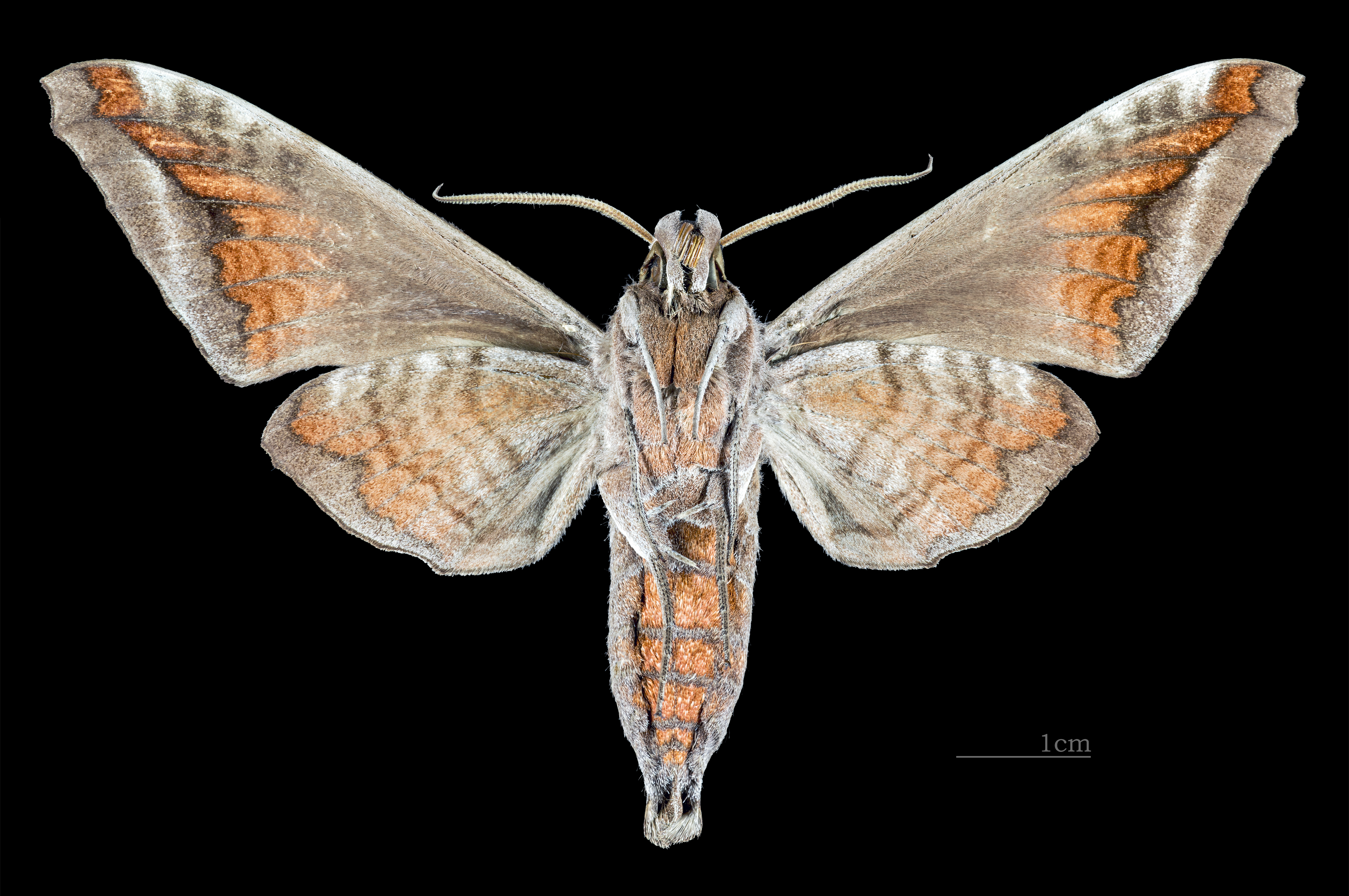
△ Revers du mâle MHNT

## Répartition et habitat
Répartition
L'espèce est connue au Japon, en Chine et dans le sud-est de l'Asie Viêt Nam, Tadjikistan,  Afghanistan.

## Biologie
Dans le nord de la Chine, il y a une génération par an, les adultes volent d'avril à juin. En Corée, les adultes volent de début mai à mi - août.
Les chenilles se nourrissent sur les plantes des genres Vitis, Ampelopsis, Actinidia et Saurauia.

## Systématique
L'espèce Acosmeryx naga a été décrite par l’entomologiste britannique Frederic Moore, en 1858, sous le nom initial de Philampelus naga.

### Synonymie
- Philampelus naga Moore, [1858] Protonyme
- Acosmeryx metanaga Butler, 1879

### Taxonomie
- Acosmeryx naga naga (Contreforts de l'Himalaya, au Pakistan, en Inde, au Népal et en Chine, en Malaisie péninsulaire, en Thaïlande, dans le Nord du Vietnam, dans l'Est et le Sud de la Chine, à Taiwan, en Corée et au Japon)
- Acosmeryx naga hissarica  Shchetkin 1956 (sud du Tadjikistan et de l'Afghanistan)[2].

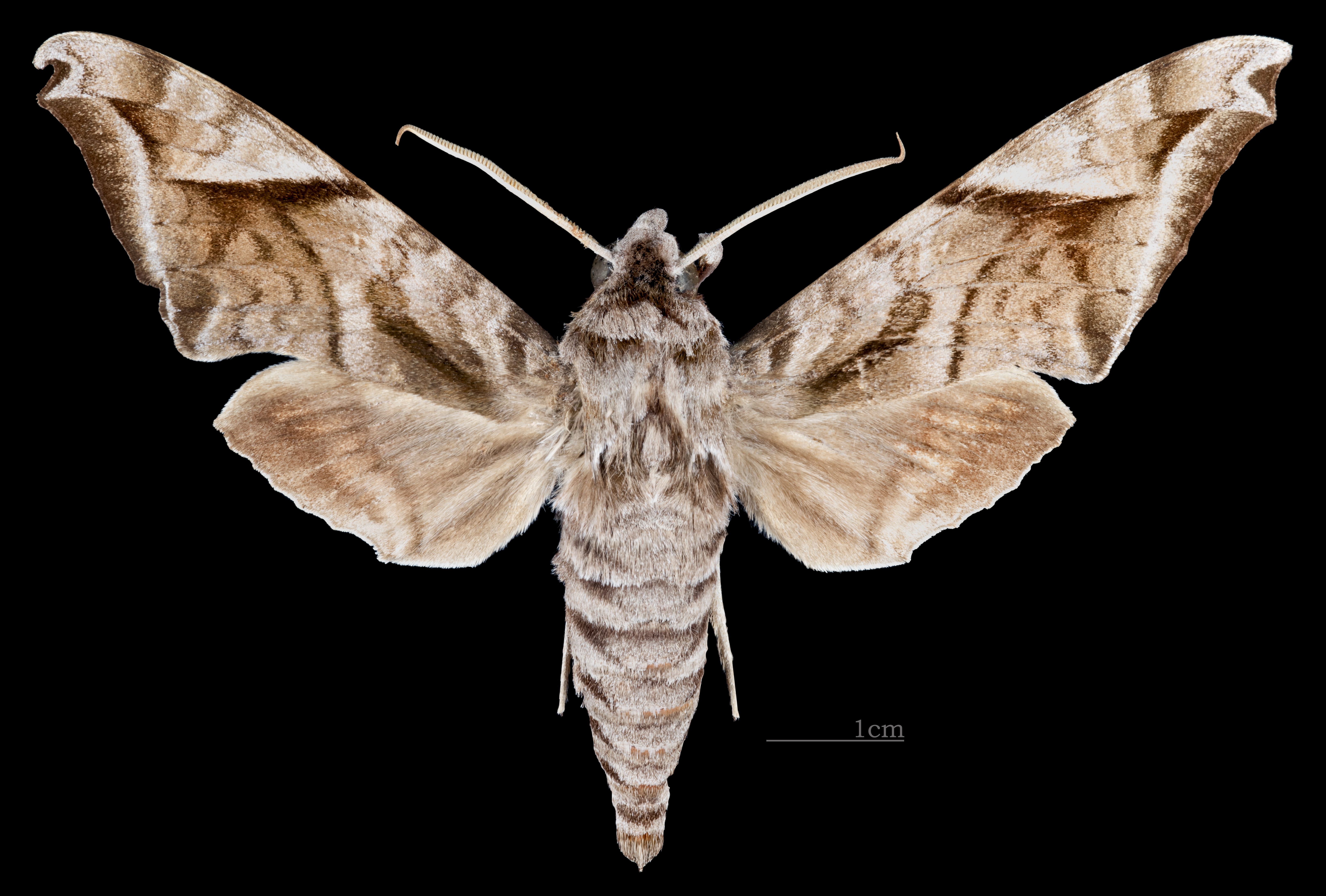
Acosmeryx naga hissarica avers du mâle
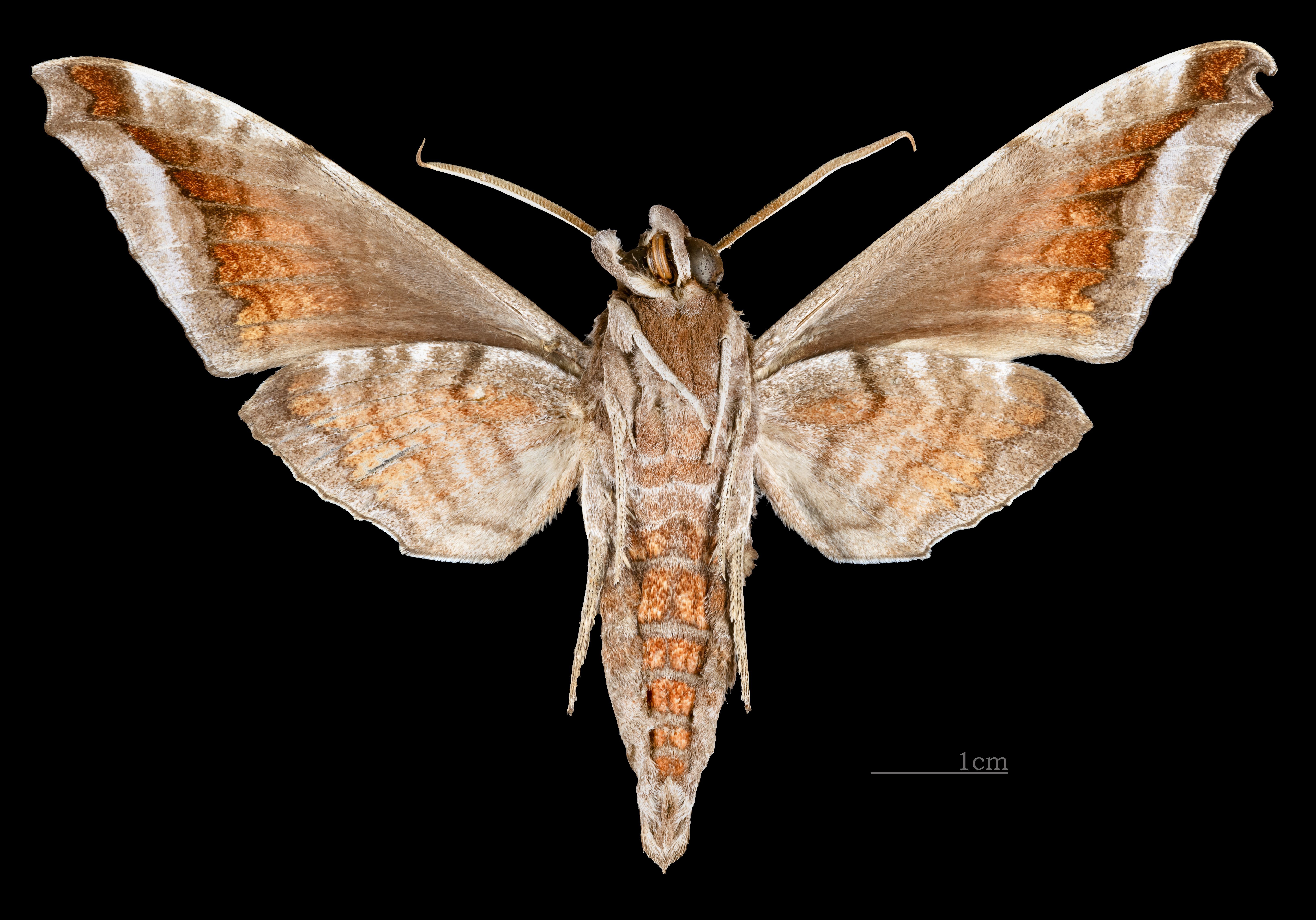
Acosmeryx naga hissarica revers du mâle
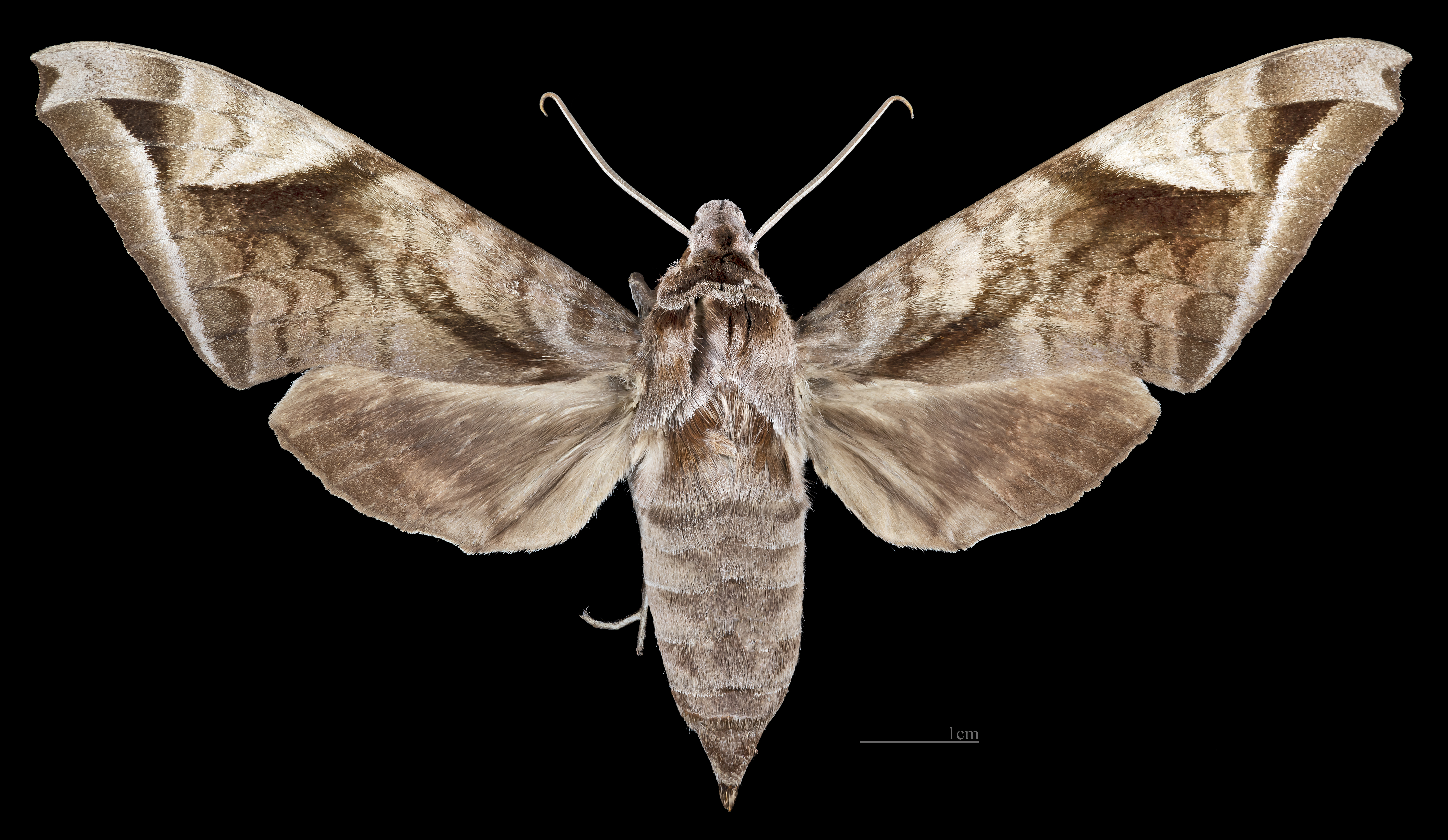
Acosmeryx naga hissarica avers de la femelle
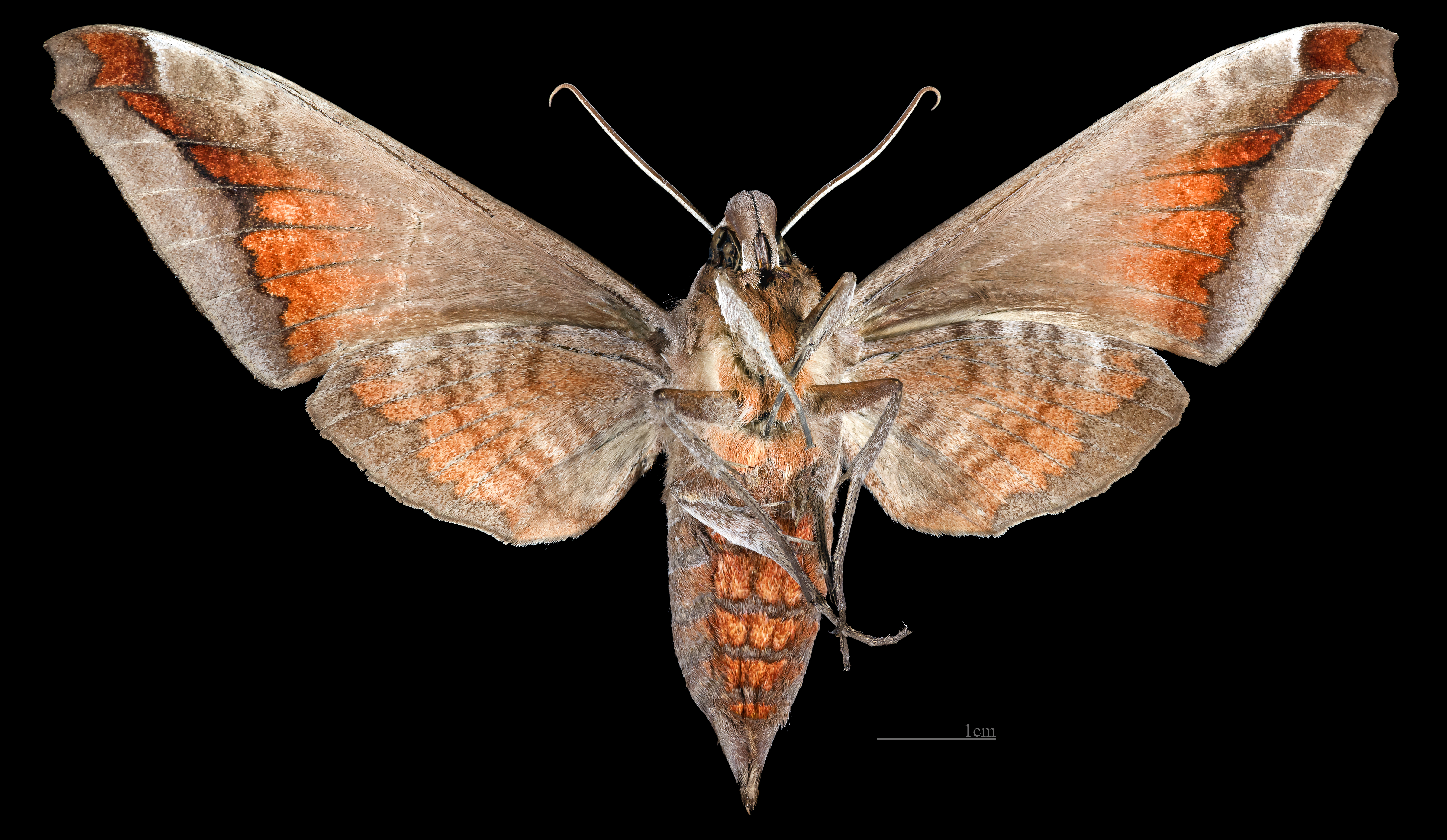
Acosmeryx naga hissarica revers de la femelle